# Hyla heinzsteinitzi
Die Einteilung der Lebewesen in Systematiken ist kontinuierlicher Gegenstand der Forschung. So existieren neben- und nacheinander verschiedene systematische Klassifikationen. 
Das hier behandelte Taxon ist durch neue Forschungen obsolet geworden oder ist aus anderen Gründen nicht Teil der in der deutschsprachigen Wikipedia dargestellten Systematik.
Hyla heinzsteinitzi, auch Jerusalem-Laubfrosch genannt, wird nicht als eigene Laubfrosch-Art anerkannt, sondern gehört zur Art Dryophytes japonicus (Japanischer Laubfrosch). Im Jahre 2007 wurde ein Vorkommen aus Israel beschrieben, deren Holotypus-Lokalität eine Zisterne im Gebiet von Jerusalem ist. Die augenscheinlich neue Art wurde nach dem israelischen Zoologen Heinz Steinitz (1909–1971) benannt, der unter anderem die meeresbiologische Station bei Eilat gegründet hat. Später wurde nachgewiesen, dass die Art in Israel eingeführt und freigelassen worden war.

## Merkmale
Der „Jerusalem-Laubfrosch“ erreicht eine Kopf-Rumpf-Länge von 44 Millimetern und weist einen abgeflachten Kopf auf, der breiter als lang ist. Die Schnauze ist im Seitenprofil mäßig stumpf geformt. Die Nasenlöcher sind vertikal elliptisch ausgerichtet. Die hervorstehenden Augen haben waagerechte Pupillen und sind im Durchmesser größer als das dahinter liegende Trommelfell. Über dem Trommelfell befindet sich eine deutliche Hautfalte, die hinter dem Auge beginnt und bis in die Achselregion reicht. Die Haut ist oberseits glatt, gekörnelt (granuliert) am Bauch und mäßig glatt bis gekörnelt an der Kehle. Schwimmhäute befinden sich nur zwischen dem zweiten und vierten Zeh der Hinterfüße, während alle Finger und Zehen mit laubfroschtypischen Haftscheiben ausgestattet sind.
Die oberseitige Färbung kann im Tagesverlauf zwischen verschiedenen Grün-, Braun- und Grautönen changieren; gelegentlich können dabei auch Flecken erscheinen. Untersuchte Exemplare aus der Mamilla-Zisterne waren türkis gefärbt, wobei das aber auch eine lokale Mutation gewesen sein könnte, da andere Proben nicht diese Tendenz zu Blaufärbungen zeigten. Tagsüber ist ein dunkler Flankenstreifen erkennbar, der sich typischerweise in unregelmäßige Punkte auflöst und dem die für Hyla arborea charakteristische Hüftschlinge fehlt. Das gelegentliche Auftreten von grünen Flecken auf rost- oder goldbraunem Untergrund ist ausschließlich bei Hyla heinzsteinitzi festzustellen. Am seitlichen oberen Rand des Maules („Oberlippe“) ist ein manchmal undeutlicher und unterbrochener weißer Streifen zu finden. Die Innenseiten der Oberschenkel sind orange gefärbt.

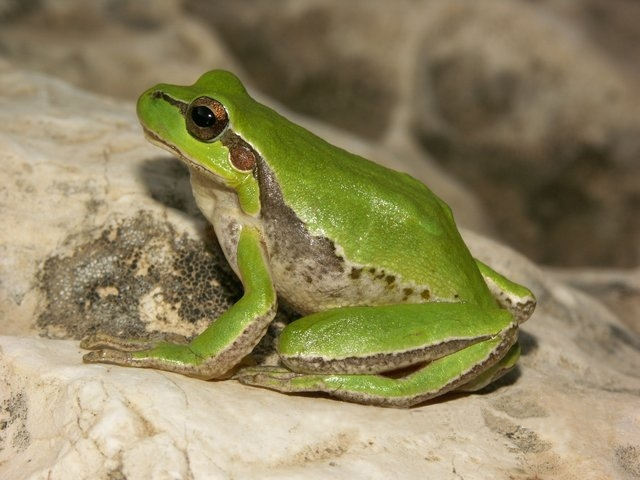
Der Kleinasiatische Laubfrosch (Hyla savignyi) ist eine verwandte Art von Hyla heinzsteinitzi und kommt u. a. im gleichen Gebiet wie diese vor

In der Nacht besteht je nach Umgebungstemperaturen eine Tendenz zu grünen (kühler) oder braunen (wärmer) Farbtönen. Der dunkle Seitenstreifen verblasst in dieser Phase und verschwimmt manchmal sogar völlig.
Gegenüber dem ähnlichen und lange Zeit nicht unterschiedenen Kleinasiatischen Laubfrosch (Hyla savignyi) werden folgende Abweichungsmerkmale hervorgehoben: Hyla heinzsteinitzi (H.h.) hat eine stumpflich abgeschrägte Schnauze, Hyla savignyi (H.s.) ein gerundetes Schnauzenprofil. Bei H.h. sind eine unterbrochene Flankenlinie (H.s.: durchgängig), eine nur undeutliche weiße Oberlippenlinie (H.s.: deutlicher) und orange Oberschenkelinnenseiten (H.s.: braun) typisch. In der Tagesphase mit fleckiger Rückenfärbung sind nur bei H.h. diese Flecken grün auf einem braunen Untergrund. Auch die zumindest lokal beobachtete Türkisfärbung kommt bei Hyla savignyi nicht vor. Schließlich unterscheiden sich die Paarungsrufe signifikant. Die Männchen des „Jerusalem-Laubfrosches“ erzeugen mit ihrer Kehl-Schallblase einen Ruf, dessen Lautfolge von einem kurzen Anstieg und einem folgenden langen Absinken des Tons bestimmt ist, während die Rufe des Kleinasiatischen Laubfrosches aus gleichmäßig an- und absteigenden Tonkurven bestehen.

## Entdeckung, Fundort
Die Entdeckungsgeschichte der Art ist ungewöhnlich. 1996 erfuhr Constantin Grach, dass an einer großen, offenen, durch Winterregen gefüllten und im Sommer trockenen Zisterne unweit der Altstadt (Mamilla reservoir o. pool 31° 46′ 40,7″ N, 35° 13′ 14,3″ O, Existenz ab 614 n. Chr. belegt) ein bläulicher Laubfrosch beobachtet worden war. Er sammelte Kaulquappen und zog sie auf. Die adulten Tiere zeigten tagsüber eine türkise Körperfärbung. Auch die Kopfform war abweichend und das dunkle Lateralband im Unterschied zu H. savignyi unterbrochen.
Recherchen ergaben, dass E. Shy bereits in den Jahren 1976 und 1977 an zwei anderen Orten die Balzrufe von Laubfröschen aufgenommen hatte, die er für ungewöhnliche Kleinasiatische Laubfrösche hielt. Außerdem hatte er Belegexemplare gesammelt. Beim Vergleich mit dem neuen Fund und mit neuen Tonbandaufnahmen sowie mit Material von Kleinasiatischem und Europäischem Laubfrosch (H. arborea) ergab sich, dass Shys Funde mit der neuen Form identisch sind, und diese eine bisher unbekannte Art darstellt.
Bis heute ist Hyla heinzsteinitzi lediglich von diesen drei Lokalitäten im Judäischen Bergland bekannt, die in Ost-West-Richtung nur 13 Kilometer voneinander entfernt sind und sich in Höhen zwischen 730 und 895 Metern befinden. Die beiden westlichen Fundorte liegen in der Stadt bzw. an ihrem Nordwestrand und damit in der mediterranen Region (Jahresdurchschnittstemperatur 17–19 °C, mittlerer Jahresniederschlag 500–700 mm). Das nordöstlichste Vorkommen befindet sich bereits in einem wärmeren und niederschlagsärmeren Gebiet am Rande der Judäischen Wüste (Jahresdurchschnittstemperatur 19–21 °C, mittlerer Jahresniederschlag etwa 300 mm).
Die Art lebt nicht nur im Verbreitungsgebiet von Hyla savignyi, sondern die beiden Arten können offenbar auch syntop im selben Habitat vorkommen.

## Gefährdung
Die im Labor nachgezüchtete Population von H. heinzsteinitzi ist anscheinend von der israelischen Naturschutzbehörde vernichtet worden, und über die aktuelle Bestandssituation in der Natur ist nichts bekannt. Es darf jedoch angenommen werden, dass die Art aufgrund ihres – soweit bisher bekannt – extrem kleinen Verbreitungsgebietes inmitten einer Großstadt (bzw. in deren unmittelbarer Umgebung) und aufgrund ihrer vermutlich winzigen Population hochgradig gefährdet oder bereits ausgestorben ist, zumal Schädlingsbekämpfungsmaßnahmen und Vegetationsveränderungen die Zisterne und ihre Umgebung beeinträchtigt haben. Seitens der IUCN liegt nun seit 2008 eine Gefährdungsbewertung vor; danach wird die Art als „critically endangered“ (vom Aussterben bedroht) eingestuft.